# Суспільство (телесеріал)
«Суспільство» (англ. The Society) — американський підлітковий драматичний телесеріал із елементами містерії та наукової фантастики 2019 року, створений Крістофером Кейзером, який транслювався у потоковому режимі на Netflix. Головні ролі зіграли Кетрін Ньютон, Гідеон Адлон, Шон Берді, Наташа Лю Бордіццо, Жак Колімон, Олівія Дейонг, Алекс Фіцалан, Крістін Фросет, Хосе Джуліан, Александер МакНіколл, Тобі Воллес і Рейчел Келлер. Хоча спочатку серіал було продовжено на другий сезон, пізніше він був скасований після трансляції першого сезону через пандемію COVID-19.

## Сюжет
За велінням якоїсь невідомої сили група молодих людей опиняється в точній копії їхнього рідного благополучного містечка в Новій Англії. На перший погляд, тут все так само, за винятком однієї невеликої деталі — в місті не залишилося жодного дорослого. Усвідомивши це, підлітки щиро радіють своїй раптовій свободі й відкритим перспективам, адже тепер можна влаштовувати гучні вечірки й нарешті творити все, що душа забажає. Але незабаром на зміну безтурботності та безпосередності приходять паніка, розгроми та жорстокість, а веселе життя місцевої молоді перетворюється в запеклу боротьбу за виживання.
Відсутність законів і безкарність пробуджує в молодих людях бажання руйнувати, красти, принижувати інших. Щоб вибратися з цього хаосу героям доведеться приміряти роль дорослих на себе. Вони змушені навчитися встановлювати закони і правила, нести відповідальність за себе і близьких, домовлятися і створювати власні союзи, поступово будувати абсолютно нове суспільство.

## У ролях
| Актор                | Роль           |
| -------------------- | -------------- |
| Кетрін Ньютон        | Еллі           |
| Ґідеон Адлон         | Бекка          |
| Шон Берді            | Сем Еліот      |
| Наташа Лю Бордіццо   | Гелена         |
| Жак Колімон          | Вілл Леклер    |
| Олівія ДеДжонг       | Елл Томкінс    |
| Алекс Фітцалан       | Генрі          |
| Крістін Фросет       | Келлі          |
| Хосе Джуліан         | Горді          |
| Алекс МакНіколл      | Люк            |
| Тобі Воллес          | Кемпбелл Еліот |
| Джек Малхерн         | Грізз          |
| Спенсер Хаус         | Кларк          |
| Еміліо Ґарсіа-Санчес | Джейсон        |
| Салена Куреші        | Бін            |
| Олівія Нікканен      | Гвен           |
| Кіара Пічардо        | Медісон        |
| Грейс Вікторія Кокс  | Лексі          |

## Виробництво

### Розвиток
У 2013 році Крістофер Кейзер і Марк Вебб запропонували новий проєкт для Showtime, але мережа вирішила проігнорувати майбутній серіал. 24 липня 2018 року мережа Netflix оголосила, що замовила перший сезон «Суспільства». Серіал створений Кейзером, який також став сценаристом і виконавчим продюсером, а місце режисера отримав Вебб.

### Кастинг
Після оголошення, що серіал замовлений мережею Netflix, було повідомлено, что Кетрін Ньютон отримала головну роль. У листопаді 2018 року до групи приєдналися Рейчел Келлер, Гідеон Адлон, Жак Колімон, Олівія Дейонг, Алекс Фіцалан, Крістін Фросет, Хосе Джуліан, Наташа Лю Бордіццо, Алекс МакНіколл, Джек Малхерн, Салена Куреші, Грейс Вікторія Кокс, Шон Берді та Тобі Воллес. До моменту скасування другого сезону було заплановано, що Олівія Нікканен буде підвищена до статусу регулярної ролі в проєкті.

### Зйомки
Основні зйомки відбувалися в Ланкастері, штат Массачусетс, у вересні 2018 року.

### Відновлення та скасування
Серіал продовжено на другий сезон у липні 2019 року, але виробництво зупинили через пандемію COVID-19. 21 серпня 2020 року стало відомо, що шоу скасовали через ускладнення пандемії, яка призвела до зростання витрат і труднощів із плануванням виробництва.

## Цікаві факти
- Усі актори на знімальному майданчику повинні були вивчити американську жестову мову (ASL), щоб спілкуватися з глухим актором Шоном Берді. Він грає Сема в шоу.
- Крістофер Кейзер і режисер Марк Вебб розпочали презентацію шоу у 2014 році. Showtime виявив інтерес, тому був написаний сценарій. Потім вони, проте, передали його, тому що акторський склад був занадто молодим.
- Історія відбувається в невеликому містечку, розташованому в штаті Коннектикут.
- Кетрін Ньютон і Гідеон Адлон раніше працювали разом над фільмом «Секс-контроль».
- В сьомому епізоді Ел дивиться на своєму комп'ютері «500 днів літа». Це ще один фільм режисера Марка Вебба, який зняв три епізоди «Суспільства».[3]

## Джерело
- https://www.netflix.com/ua/
- https://uaserials.net/series/1621-suspilstvo.html